# Línea C-3 (Cercanías Murcia/Alicante)
La línea C-3 de Cercanías Murcia/Alicante recorre casi 8 km en la provincia de Alicante (España) entre Alicante y San Vicente del Raspeig, dando servicio a ambos municipios y al campus universitario de este último.

## Recorrido
La línea parte de Alicante por la línea Madrid-Alicante hasta pasar junto al campus de la Universidad de Alicante en San Vicente del Raspeig. En ese punto circulan los trenes por una nueva vía sin catenaria situada junto a la principal hasta llegar al casco urbano de San Vicente del Raspeig, donde acaba en un nuevo apeadero situado al sur de la antigua estación hoy en desuso.

## Historia
La línea ferroviaria que une las ciudades de Madrid y Alicante existe desde el siglo XIX, sin embargo nunca había sido usada para tráfico de cercanías hasta 2007. Para su aprovechamiento como línea de cercanías, promovido por el rector de la Universidad de Alicante, se construyeron dos nuevos apeaderos con un solo andén y una segunda vía sin electrificar entre ambos. Con esta línea se acerca el servicio de cercanías a la Universidad de Alicante, situado su campus a unos 500 m del apeadero y al centro de San Vicente del Raspeig, apartado de la antigua estación en desuso desde hacía varios años.
En febrero de 2007 empezaron a circular los trenes de la serie 592 de Renfe por esta nueva línea dando servicio a los nuevos apeaderos, en concreto circulan un total de 32 trenes (16 por sentido) los días laborables y 20 los fines de semana y festivos.
El 22 de octubre de 2018 la línea se prolongó hasta Villena, usando la línea Madrid-Alicante, para lo cual había sido necesario liberar surcos ocupados por los trenes Euromed, Alvia, Altaria, Alaris, Talgo y regionales en una línea de vía única.
Tras su inauguración, la línea no obtuvo mucha demanda. Tras varias campañas de promoción por parte de Renfe, del ayuntamiento de San Vicente del Raspeig y de la Universidad de Alicante, así como ampliaciones del horario, la línea comenzó a obtener un uso regular y un número creciente de usuarios.
A día de hoy es la única línea de cercanías de la red en usar las 447, debido a la electrificación de la vía.

## Futuro
Con la llegada del AVE a la ciudad de Alicante los trenes de larga distancia emplean el corredor de alta velocidad, dejando la vía clásica para Media Distancia y para Cercanías, lo que permite que la línea C-3 llegue hasta Villena, alargando la red de cercanías en unos 60 km. Se está estudiando también alargar la línea hasta Almansa.